# Jednoroczna wdowa
Jednoroczna wdowa (ang. A Widow for One Year) – dziewiąta powieść amerykańskiego pisarza Johna Irvinga, wydana w 1998 roku. W 2004 roku została zekranizowana.
Książka podzielona jest na trzy części i opowiada historię Ruth Cole. W pierwszej części ma 4 lata; akcja dzieje się w 1958 roku. Ruth jest świadkiem rozpadu małżeństwa jej rodziców, Marion i Teda, którzy nie są w stanie poradzić sobie z traumą po wypadku samochodowym w którym zginęła dwójka ich synów. W drugiej części (rok 1990), Ruth ma 36 lat; mieszka w Europie i przygotowuje książkę na temat prostytucji. Trzecia część zaś opowiada o 41-letniej Ruth. Ma syna i po raz pierwszy się zakochuje.
W Polsce została po raz pierwszy wydana w 1999 roku nakładem wydawnictwa Prószyński i S-ka przekładzie Macieja Świerkockiego. Wydanie liczyło 616 stron (ISBN 83-7255-325-4). Książka została wznowiona w 2005 roku przy okazji premiery ekranizacji; wydanie z 2000 roku również liczyło 616 stron (ISBN 978-83-7337-984-8).

## Ekranizacja
W 2004 roku pierwsza część książki została zekranizowana przez amerykańskiego reżysera Toda Williamsa. W Polsce ukazał się w 2005 roku pod tytułem Drzwi w podłodze; główne role zagrali Jeff Bridges i Kim Basinger. Współautorem scenariusza jest John Irving.